# غرديب شروني
غرديب أو غرديب شروني   أو بيريثيرم هو جنس كان يضم العديد من نباتات العالم القديم، والتي تُصنف الآن باعتبارها أقحوان، والتي تُزرع كنباتات زينة بسبب رؤوس أزهارها المبهرجة. استمر استخدام اسم الغرديب الشروني كاسم شائع للنباتات التي كانت مدرجة سابقًا ضمن جنس الغرديب الشروني، ويُطلق على فئة مركبات المبيدات الحشرية الموجودة في هذه الأنواع باسم البيريثرينات.